# TLC: Tables, Ladders & Chairs (2015)
TLC: Tables, Ladders & Chairs (2015) — щорічне pay-per-view шоу «TLC», що проводиться федерацією реслінгу WWE. Концепція шоу полягає в використанні столів, сходів і стільців під час поєдинків. PPV відбулося 13 грудня 2015 року у Ті-Ді-Гарден в місті Бостон, штат Массачусетс, США. Це було сьоме шоу в історії «TLC». Вісім матчів відбулися під час шоу, один з них перед показом.